# Тупамарос Мюнхена
Тупама́рос Мю́нхена (нім. Tupamaros München; TM) — німецька ліворадикальна терористична організація міських партизанів, що діяла в Федеративній Республіці Німеччина та Західному Берліні. Протягом 1969—1971 років організація здійснила серію терактів, зокрема кілька підпалів та вибухів у Мюнхені, напади на Мюнхенський університет, суд у Максбурзі та поліцейські установи, а також пограбування банків.

## Історія

### Назва та утворення
Організація отримала свою назву від ліворадикального уругвайського руху Тупамарос, який в 1960—1970-х роках почав застосовувати тактику міської герильї проти держави. Водночас існувала організація «Тупамарос Західного Берліну» (нім. Tupamaros West-Berlin; TW), з якою Мюнхен підтримував контакти та мав численні ідеологічні подібності. «Тупамарос Мюнхена» виникли внаслідок дедалі більшого протистояння між учасниками лівого протестного руху наприкінці 1960-х років та органами державної безпеки — поліцією та судовою владою, які стали основними цілями терористів.

### Терористична діяльність
Перший підпал, який приписують організації, стався в лютому 1970 року в будинку районного судді, який за місяць до того засудив активіста Соціалістичного німецького студентського союзу Гюнтера Машке до семи місяців ув'язнення за дезертирство. Будинок зазнав незначної шкоди, ніхто не постраждав. За три дні до цього інформаційне агентство DPA отримало листа з погрозами, підписаного «ТМ», з вимогою звільнити Машке і повідомленням про використання запалювальних пристроїв у будівлях мюнхенських судів.
13 квітня 1971 року «Тупамарос Мюнхена» скоїли напад на банк і викрали 50 000 німецьких марок, проте незабаром після цього двох грабіжників заарештували, а 5 червня були затримані і ті, хто залишався на волі. Маргіт Гаєр-Ченскі, Карл-Гайнц Кун, Роланд Отто і Рольф Гайслер були засуджені на тривалі терміни ув'язнення, а Гайслер пізніше приєднався до «Фракції Червоної армії».
На відміну від інших ліворадикальних терористичних організацій, «Тупамароси Мюнхена» майже не залишили після себе текстових звітів або інших документів, які могли б слугувати основою для історичної реконструкції своєї діяльності. З усіх знайдених доказів є лише короткі листи зізнання в окремих акціях, а після підпалу єврейського будинку для літніх людей у 1970 році, в якому підозрювали організацію, — рішуче заперечення своєї причетності. Маніфестів про заснування або розпуск «Тупамарос Мюнхена» також не існує.